# Dicranomyia kraussi
Dicranomyia kraussi är en tvåvingeart som först beskrevs av Alexander 1951.  Dicranomyia kraussi ingår i släktet Dicranomyia och familjen småharkrankar. Inga underarter finns listade i Catalogue of Life.